# Steinbacher Teich und Fürstenauer Park
Das Naturschutzgebiet Steinbacher Teich und Fürstenauer Park liegt im Gebiet der Stadt Michelstadt im Odenwaldkreis in Südhessen. 

## Lage
Das nahezu zweigeteilte Gebiet erstreckt sich entlang der Mümling nordwestlich der Kernstadt von Michelstadt und nordöstlich von Steinbach, einem Stadtteil von Michelstadt, in den Gemarkungen Steinbach und Michelstadt. Am südlichen Rand des Gebietes verläuft die B 47 und östlich die B 45.

## Bedeutung
Das 16,9 ha große Gebiet steht seit dem Jahr 1981 unter der Kennung 1437002 unter Naturschutz. Das Schutzgebiet umfasst den Steinbacher Teich und seinen umgebenden Auwald sowie nördlich davon den Landschaftsgarten im ehemaligen Schlosspark des Schlosses Fürstenau, der das Schlossensemble im Westen, Norden und Osten umgibt. Schutzziel ist es, die artenreichen Pflanzen- und Tiergesellschaften mit teilweise auch bestandsbedrohten Arten am und im Steinbacher Teich mit seiner Verlandungszone und naturnahen Aue zu erhalten.

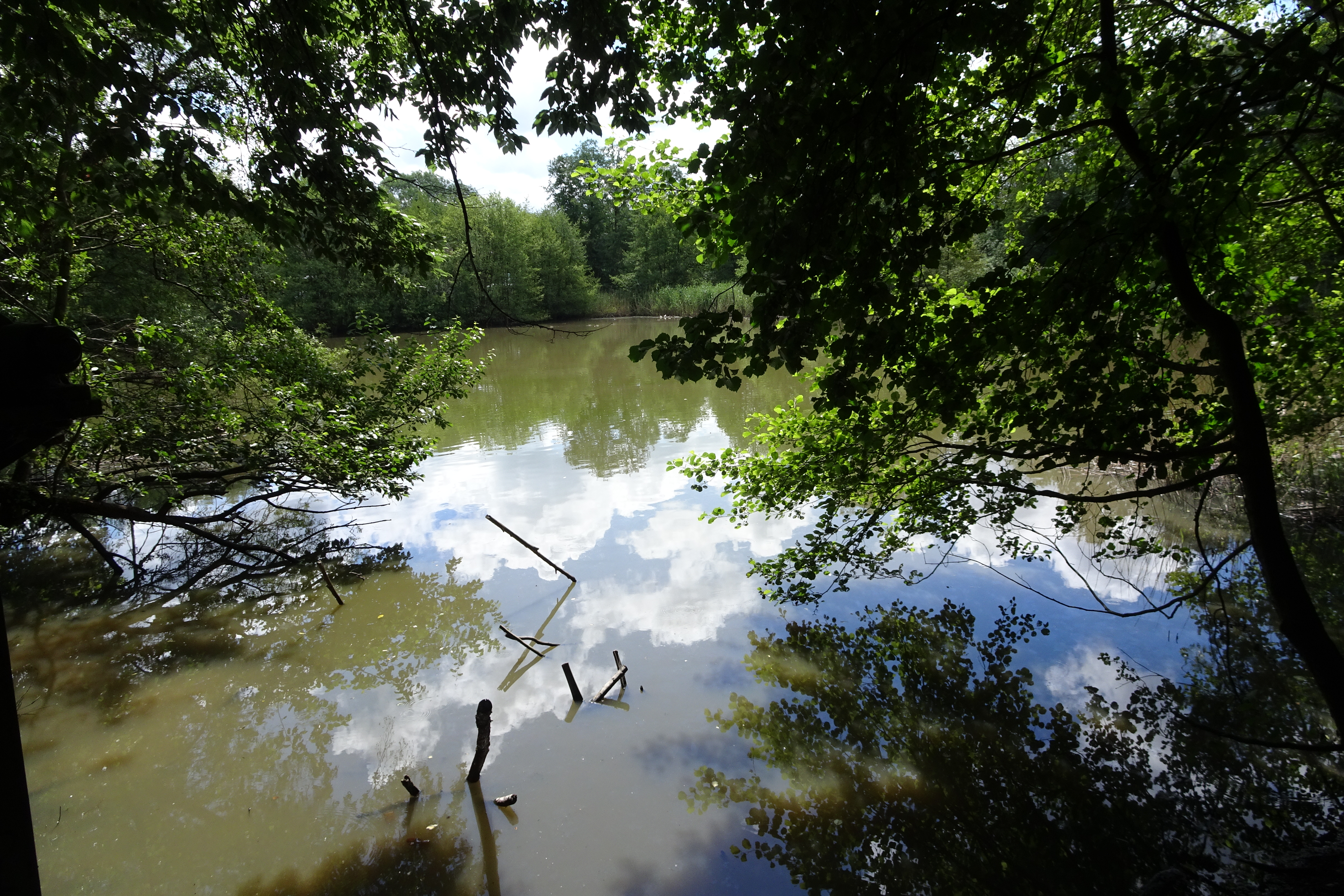
Steinbacher Teich (2022)
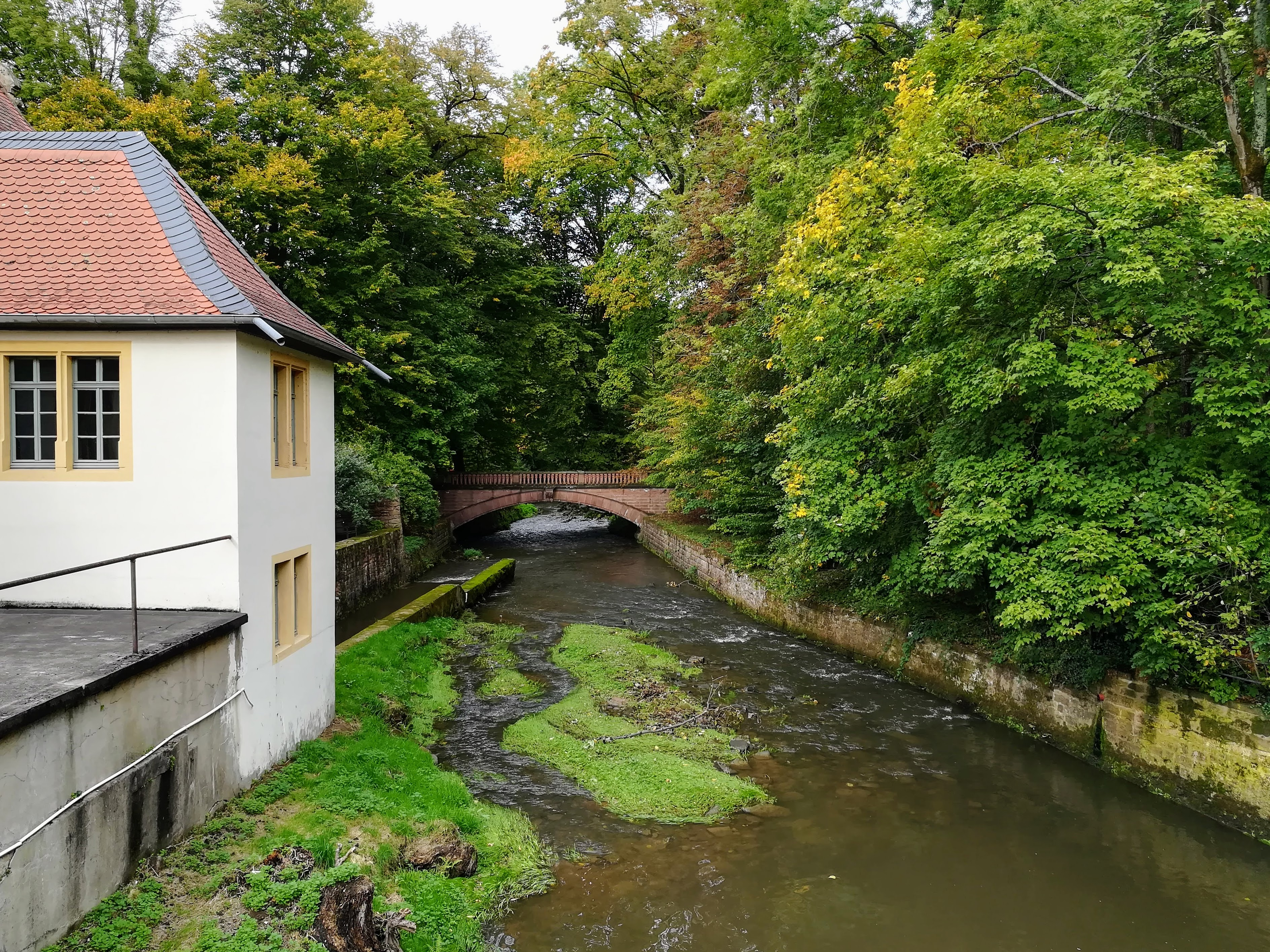
Die Mümling verbindet die beiden Teilflächen (2022)
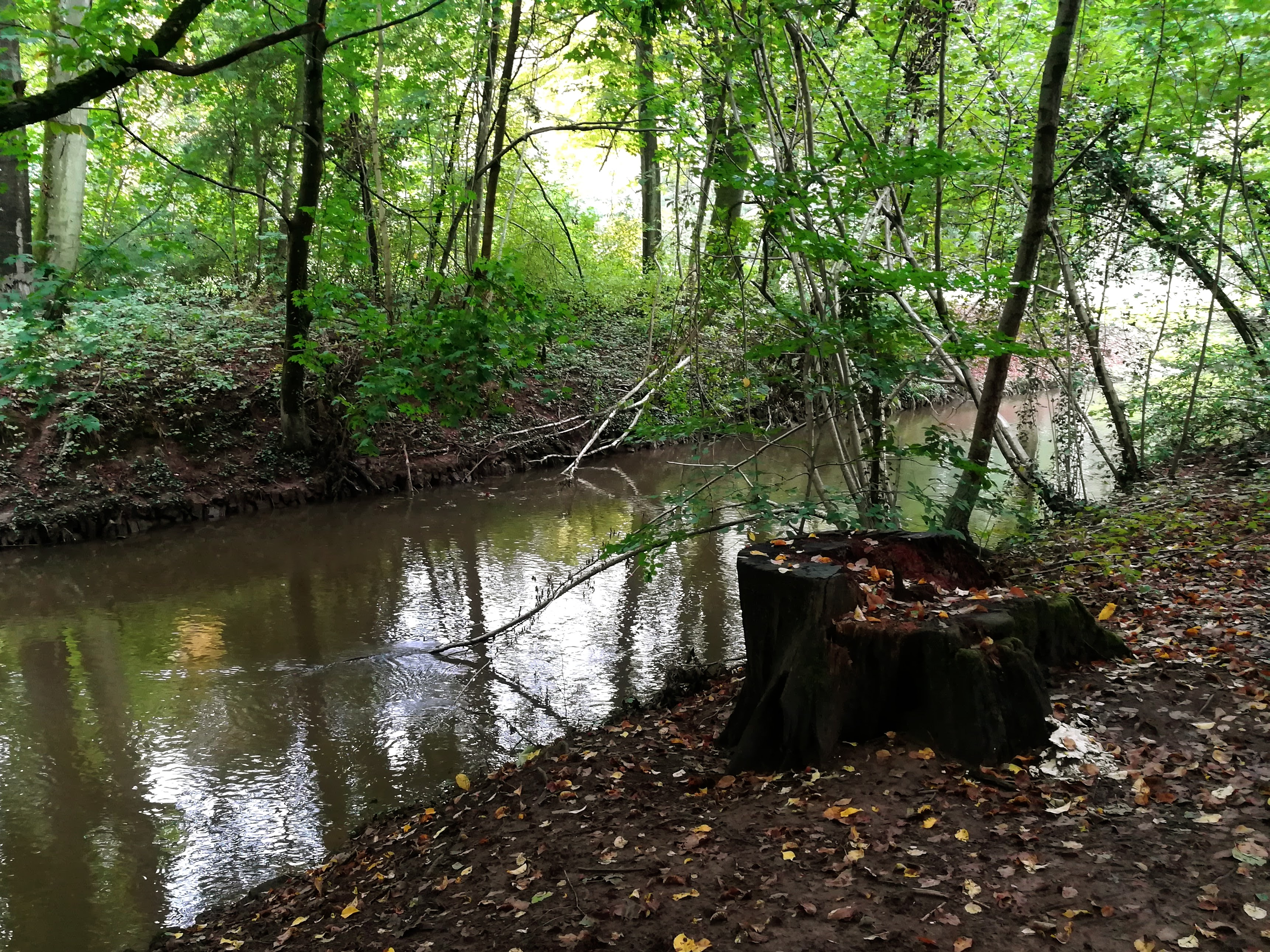
Mümling im Schlosspark (2022)
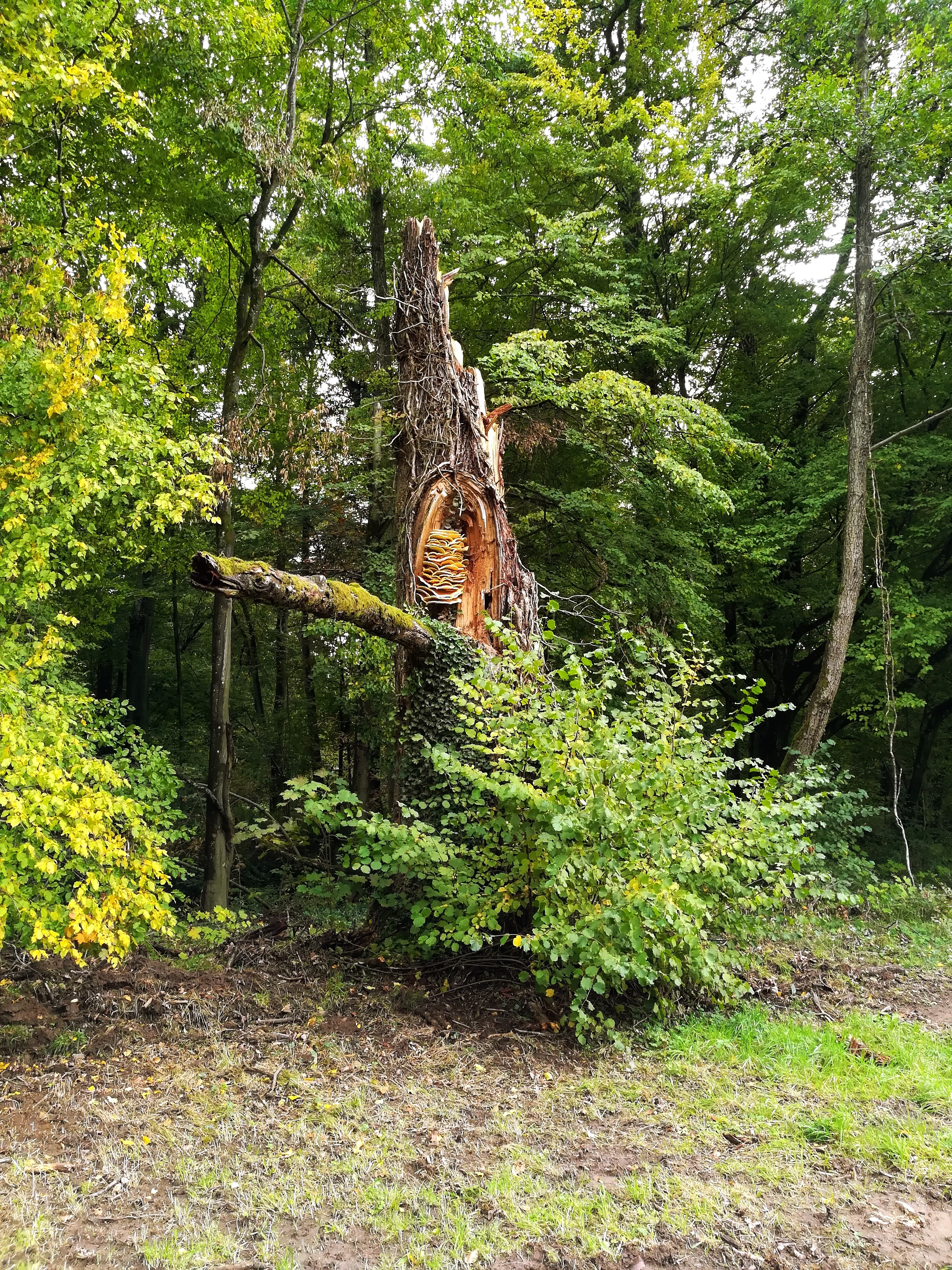
Alte Eiche im Schlosspark  (2022)
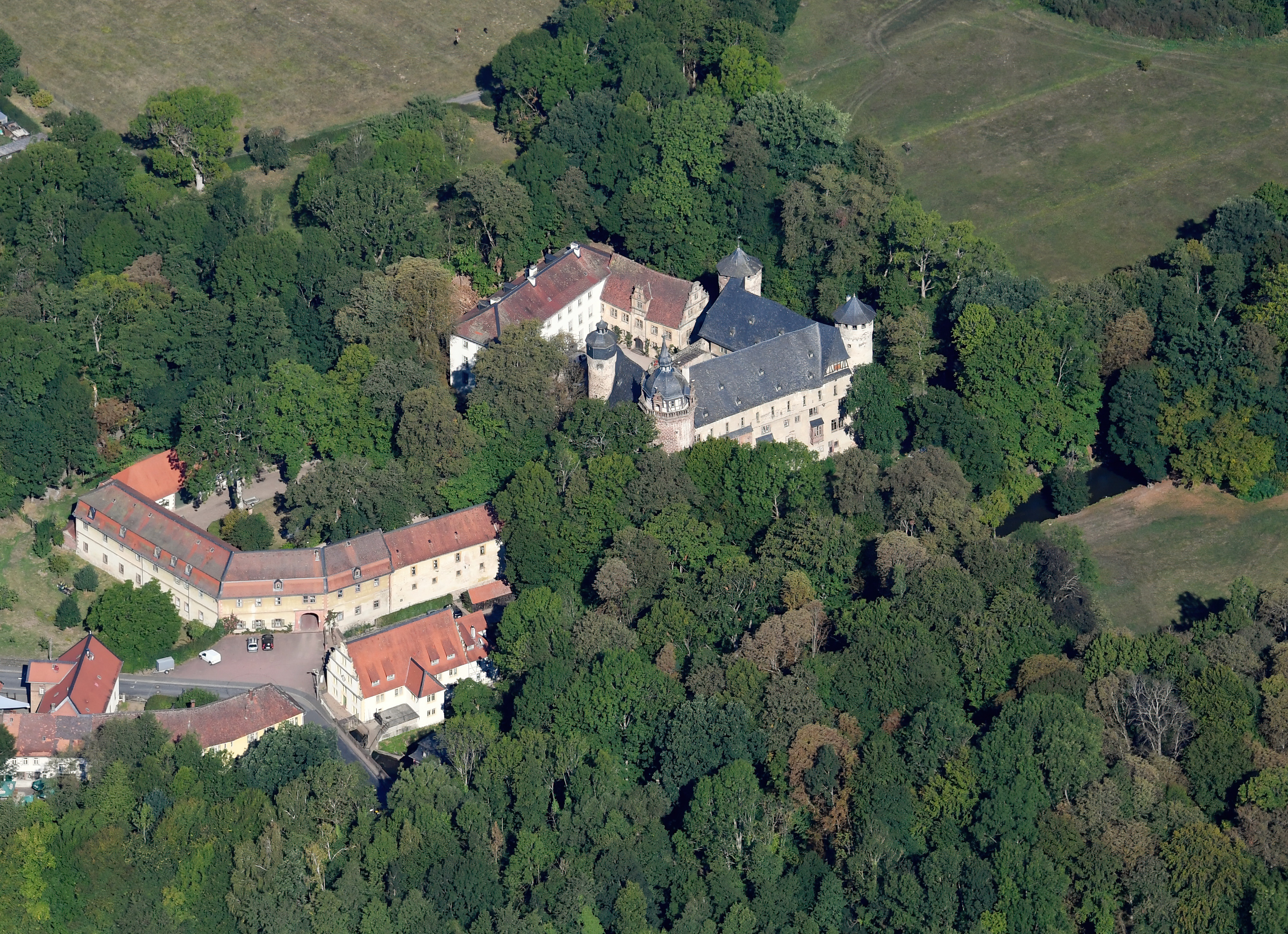
Luftbild des Schlossparks (2022)